# Astragalus scaphoides
Astragalus scaphoides là một loài thực vật có hoa trong họ Đậu. Loài này được (M.E.Jones) Rydb. miêu tả khoa học đầu tiên.